# Quan Chi
Quan Chi est un personnage fictif de la série de jeu de combat Mortal Kombat. Apparaissant pour la première fois en tant que personnage invité original en 1996 dans la série d'animation Mortal Kombat : Les Gardiens du royaume. Il marque ses débuts comme personnage canonique de la série en tant qu'antagoniste non-jouable dans le jeu Mortal Kombat Mythologies: Sub-Zero sorti en 1997, suivie de ses débuts officiels jouables dans Mortal Kombat 4, sorti la même année.
Dans les jeux, Quan Chi est un sorcier et nécromancien de Netherealm. C'est un opportuniste malveillant qui s'alliera à tous ceux qui peuvent l'aider à atteindre ses propres objectifs,  et sa nature compliquée lui a valu plusieurs ennemis, dont les piliers de Mortal Kombat, Sub-Zero et le spectre ninja Scorpions. Dans Mortal Kombat: Deadly Alliance, il forme une alliance avec Shang Tsung, dans le but de conquérir Earthraelm et la dimension d'Outworld, et joue un rôle important dans le reboot de 2011 et revient également dans Mortal Kombat X paru en 2015,,.
Il figure aussi dans d'autres médias de la franchises, tels que les séries Mortal Kombat: Conquest et Mortal Kombat: Legacy. Quan Chi était prévu à la base pour le jeu Mortal Kombat vs. DC Universe via DLC mais n'a finalement pas vu le jour,.

## Apparitions
Durant les évènements de Mortal Kombat Mythologies: Sub-Zero et de Mortal Kombat 4, le néfaste sorcier et nécromancien en liberté Quan Chi assiste l'ancien Dieu Shinnok, en disgrâce, banni de Netherealm par Raiden après plusieurs siècles de conflit, pour vaincre Lucifer, alors souverain du royaume, en échange d'un pouvoir et de la possibilité de co-diriger le royaume aux côtés de Shinnok.
Shang Tsung révèle à Quan Chi l'emplacement de l'amulette perdue de longue date de Shinnok, mais Quan Chi est incapable de le récupérer lui-même en raison de la présence de quatre gardes élémentaires qui le protègent. Il propose alors un accord avec le clan des assassins Lin Kuei, en éliminant leurs rivaux, les Shirai Ryu, en échange de l'aide de l'un de leurs guerriers, Sub-Zero. Quan Chi convainc Sub-Zero de trouver une carte menant à l'emplacement de l'amulette, tout en ayant envoyé Scorpion dans la même quête dans l'espoir que les deux hommes se rencontreraient au combat. Sub-Zero parvient à éliminer Scorpion au cours de sa mission. Lorsqu'il livre la carte, Quan Chi, tenant parole, élimine le Shirai Ryu puis envoie Sub-Zero dans une autre mission afin de retrouver l'amulette elle-même.
Mortal Kombat Mythologies présente un trio de nouveaux personnages : Sareena, Kia et Jataaka, membres de la « Confrérie de l'Ombre », qui ont servi d'assassins personnels à Quan Chi. Sub-Zero récupère l'amulette qu'il remet à son maître, tout en ignorant que Quan Chi a créé une réplique et a gardé l'originale pour lui-même. Sub-Zero bat Quan Chi avec l'aide de Sareena, envoyant le sorcier en exil, et vole la (fausse) amulette de Shinnok. En plus de son rôle dans l'histoire globale de Mortal Kombat alimentant l'intrigue de la rivalité entre Sub-Zero et Scorpion, Quan Chi apparaît dans les cinématiques de fin de quatre personnages de Mortal Kombat 4, alors que sa propre fin (non canon) le montre tout simplement en se retournant contre Shinnok, le détruisant avec l'amulette.